# قضباوية
القضباوية (الاسم العلمي: Cadabeae) هي قبيلة من النباتات تتبع الفصيلة القبارية من رتبة الكرنبيات.

## أجناس القضباوية
- القضب